# Oset klapowany
Oset klapowany (Carduus lobulatus Borbás) – gatunek rośliny należący do rodziny astrowatych. Według niektórych źródeł jest utrwalonym mieszańcem Carduus acanthoides × Carduus defloratus subsp. glaucus. Jego pozycja taksonomiczna jest niejasna i wymaga dalszych badań.

## Rozmieszczenie geograficzne
Endemit zachodniokarpacki. Występuje tylko w Polsce i na Słowacji w Wielkiej Fatrze, Małej Fatrze, w Tatrach i Pieninach. W Polsce występuje tylko w Pieninach, skąd podany został z 4 tylko stanowisk: pod Trzema Koronami, w Wąwozie Szopczańskim, u ujścia Pienińskiego Potoku i w Kotłowym Potoku pomiędzy Podskalnią Górą i Gołą Górą (1 okaz). Sporadycznie pojawiał się w okolicach Krościenka nad Dunajcem, znaleziono też jedno efemeryczne stanowisko w Dolinie Kościeliskiej w Tatrach.

## Morfologia
ŁodygaDo 90 cm wysokości, gałęzista, oskrzydlona, jedynie pod koszyczkami bez skrzydełek.
LiścieSztywne, płaskie, pierzasto klapowane.  Łatki tępe, jajowate. Łatki drugorzędne mają brzegi ościsto ząbkowane, a na szczycie pojedynczą, dobrze widoczną ostkę o długości do 3 mm. Dolna strona liści bladozielona ze słabo widoczną nerwacją.
KwiatyZebrane w koszyczki. Okrywa koszyczków ma długość 17–23 mm, jej łuski w nasadzie mają szerokość 1,5–2(2,5) mm. Środkowe łuski mają szczyty nagle ściągnięte w krótką ostkę.
OwocGładka niełupka o długości ok. 4 mm z puchem kielichowym o długości 12–15 mm.

## Biologia i ekologia
Roślina dwuletnia lub trzyletnia, hemikryptofit. Rośnie na utrwalonych piargach wapiennych. Kwitnie od czerwca do października, zapylana jest przez motyle i błonkówki. Dużą część wytworzonych nasion zjadają larwy muchówek. Liczba chromosomów 2n=23.

## Zagrożenia i ochrona
Roślina umieszczona na Czerwonej liście roślin i grzybów Polski pośród gatunków narażonych na wyginięcie (kategoria zagrożenia V). Znajduje się także w Polskiej Czerwonej Księdze Roślin (2001) w tej samej kategorii. W roku 2014 przeniesiona do kategorii CR (krytycznie zagrożony). Na polskiej czerwonej liście (2016) także posiada kategorię CR.
Niemal wszystkie stanowiska osta klapowanego znajdują się na chronionym obszarze Pienińskiego Parku Narodowego. Stanowisko w Wąwozie Szopczańskim objęte jest monitoringiem. Gatunek jest zagrożony wymarciem z uwagi na małą liczbę osobników oraz zjadanie dużej części jego owoców przez larwy owadów.